# Poul Ruders
Poul Ruders (Ringsted, 27 marzo 1949) è un compositore danese.

## Vita
Studia come organista e orchestrazione con Karl Aage Rasmussen. Le prime composizioni risalgono alla metà degli anni '60. Ruders considera il proprio sviluppo compositivo graduale, con la sua vera voce che emerge con il concerto da camera, Four Compositions, del 1980. Tra i suoi allievi degni di nota c'è Marc Mellits.
A proposito di Ruders, il critico inglese Stephen Johnson afferma: "Può essere gloriosamente, esplosivamente estroverso un minuto - chiuso, ossessionato, intento a guardare dentro di sé subito dopo. L'euforia sovrabbondante si alterna al lirismo doloroso, quasi espressionistico; semplicità e immediatezza con ironia astringente".
L'asteroide 5888 Ruders scoperto da Eleanor Helin e Schelte J. Bus prende il nome da lui.

## Musica
Ruders ha creato un ampio corpus musicale che va dall'opera e opere orchestrali alla musica da camera, vocale e solista in una varietà di stili, dal pastiche di Vivaldi del suo primo concerto per violino (1981) all'esplosivo modernismo di Manhattan Abstraction (1982).
Altre opere includono:
- Tycho (1986)
- The Handmaid's Tale (1990, con libretto di Paul Bentley)
- Proces Kafka / Kafka's Trial (2005, sempre con libretto di Bentley)
- Selma Ježková (2007, ispirato a Dancer in the Dark di Trier)
- l'opera fiabesca Il tredicesimo bambino (2016)
- Abysm (2000) per il Birmingham Contemporary Music Group

In più ha scritto cinque sinfonie, quattro quartetti d'archi, un Concerto per violino n. 1 (1981), Etude and Ricercare (1994) per chitarra, per David Starobin, The Bells (canzoni) con Lucy Shelton, soprano e il Christmas Gospel(1994) e due sonate per pianoforte. Ruders ha scritto diversi lavori per il chitarrista americano e promotore di nuova musica David Starobin: Psalmodies (1989) e Paganini Variations per chitarra e orchestra (1999-2000), e Psalmodies Suite (1990), Etude and Ricercare (1994) e Chaconne (1996) per chitarra solista. Ha composto anche un Concerto in Pieces (1995), che è un insieme di variazioni sul Coro di streghe dall'opera di Henry Purcell Didone ed Enea.
La sua quarta sinfonia, An organ symphony, (con una parte significativa per organo) è stata una commissione internazionale congiunta dell'Orchestra sinfonica di Dallas, della Orchestra Sinfonica di Odense e della City of Birmingham Symphony Orchestra. La prima mondiale ha avuto luogo nel Morton H. Meyerson Symphony Center a Dallas in Texas, il 20 gennaio 2011.